# Dharmachakra

Een versimpelde versie van de dharmacakra

De dharmachakra (Sanskriet: धर्मचक्र; Pali: Dhammacakka; Tibetaans: འཀོར་ལོ།; Birmaans: ဓမ္မစကြာ), letterlijk te vertalen als "wiel van dharma" of "wiel der wet", is binnen het boeddhisme het symbool van de door Boeddha verkondigde leer over het pad naar verlichting. Een soortgelijk symbool is in gebruik in het jaïnisme. Het is tevens een van de ashtamangala.

## Geschiedenis
De dharmachakra stelt een chakrawiel met acht of meer spaken voor. Het is een van de oudste symbolen uit het boeddhisme; het is al terug te vinden in Indische kunst ten tijde van de boeddhistische koning Asoka. In zijn versimpelde vorm wordt de Dharmachakra wereldwijd herkend als het symbool van het boeddhisme.

## Betekenis
Afhankelijk van het aantal spaken waarmee het dharmachakra wordt afgebeeld, zijn er verschillende betekenissen aan toe te schrijven. Volgens de Pali Canon, Vinayapitaka, Khandhaka, Mahavagga, Dhammacakkappavattanasutta zijn deze betekenissen als volgt:
- 8 spaken: Het Achtvoudige Pad
- 12 spaken: de 12 wetten van het afhankelijk ontstaan
- 24 spaken: de 12 wetten van het afhankelijk ontstaan en de 12 wetten van de afhankelijke ondergang
- 31 spaken: de 31 Trailokya

Andere interpretaties zijn:
- de ronde vorm staat voor de perfectie van de dharma.
- het centrum staat voor discipline
- de ring met de spaken staat voor Samadhi